# Zone rouge (jeu télévisé)
 (mars 2025).
 (mars 2025).
Si vous disposez d'ouvrages ou d'articles de référence ou si vous connaissez des sites web de qualité traitant du thème abordé ici, merci de compléter l'article en donnant les références utiles à sa vérifiabilité et en les liant à la section « Notes et références ».
Pour les articles homonymes, voir Zone rouge.
Zone rouge est un jeu télévisé français présenté par Jean-Pierre Foucault et adapté par Hervé Hubert d'un format néo-zélandais intitulé The Chair présenté par Matthew Ridge.
Le format ne connut le succès qu'en France où il fut diffusé par salves, plus de 200 fois à 18h sur TF1, du 6 janvier 2003 au 29 avril 2005. Il a été repris en octobre 2006 sur la chaîne satellite JET, qui diffuse deux émissions quotidiennes.

## Origines
Zone Rouge est un jeu télévisé adapté d’un format The Chair créé et développé en Nouvelle-Zélande par Dame Julie Christie, Darryl McEwen et Brian Bigg pour Touchdown Productions, distribué par la société d’origine britannique Target Entertainment, mais qui eut droit à sa première diffusion aux États-Unis, présenté par John McEnroe, du 15 janvier au 18 mars 2002 sur ABC.
Puis la version originale néo-zélandaise est diffusée du 2 avril au 4 juin 2002, présentée par Matthew Ridge, sur la chaîne de télévision TV2.

## Principe du jeu
Le candidat, installé sur un fauteuil incliné autour des flammes, doit maintenir son rythme cardiaque sous peine de n'avoir pas le droit de donner de réponse aux questions posées, et de perdre ses gains tant que son cœur reste dans la fameuse «zone rouge»,.

## 1ère version (2003)

### Avant le jeu
Avant d'entrer sur le plateau, les candidats doivent d'abord passer par la salle d'infirmerie pour déterminer leur rythme cardiaque au repos, qui sera doublé pour obtenir la limite de la «zone rouge» à ne pas dépasser pour la première question, puis sera réduite de 10 % à chaque bonne réponse.

### Le jeu
Le candidat est crédité d'un capital de 200 €.
Si un candidat répond correctement aux sept questions, il pourra repartir avec 15 000 €.
À chaque bonne réponse, l'animateur réduit le rythme cardiaque du candidat. Le seuil de la zone rouge est réduit de 10 %.

#### La structure du jeu
La première question est une question à choix multiples. Une bonne réponse lui rapporte 200 € supplémentaires. Le passage en «zone rouge» coûte 5 € par seconde.
La deuxième question est une autre question à choix multiples. Une bonne réponse lui rapporte 300 € supplémentaires. Le passage en «zone rouge» coûte 10 € par seconde.
La troisième question est une question d'observation à choix multiples. Le candidat observe une dizaine d'images abstraites, puis l'animateur pose une question sur l'une d'entre elles. Une bonne réponse lui rapporte 500 € supplémentaires. Le passage en «zone rouge» coûte 15 € par seconde.
La quatrième question est une question à choix multiples. Une bonne réponse lui rapporte 800 € supplémentaires. Le passage en «zone rouge» coûte 20 € par seconde.
La cinquième question est une question de liste où le candidat doit citer plusieurs réponses qui correspond à la liste. Chaque réponse dans la liste doit être acceptée et jugée correcte par l’animateur avant que la prochaine réponse dans la liste puisse être donnée par le candidat. Si la réponse donnée est correcte, il sera autorisé à continuer à donner la réponse suivante dans la liste. Si un candidat donne plusieurs réponses à la fois, seule la première réponse donnée sera acceptée et jugée. Si le candidat les parvient, il gagne 1 000 € supplémentaires. Si, à tout moment de la liste, un candidat donne une mauvaise réponse, il ne sera pas autorisé à compléter la liste et sera éliminé du jeu. Le passage en «zone rouge» coûte 30 € par seconde.
La sixième question est une question à choix multiples. Une bonne réponse lui rapporte 2 000 € supplémentaires. Le passage en «zone rouge» coûte 50 € par seconde.
La septième et dernière question est une autre question à choix multiples. Une bonne réponse lui rapporte 10 000 € supplémentaires. Le passage en «zone rouge» coûte 70 € par seconde.
À son lancement en janvier 2003, l'échelle des gains était la suivante : 
| Question | Valeur  | Pénalité (par seconde) |
| -------- | ------- | ---------------------- |
| 1        | 200 €   | 5 €                    |
| 2        | 300 €   | 10 €                   |
| 3        | 500 €   | 20 €                   |
| 4        | 1 000 € | 30 €                   |
| 5        | 1 800 € | 50 €                   |
| 6        | 4 000 € | 100 €                  |
| 7        | 7 000 € | 150 €                  |

De janvier à avril 2003, l'échelle des gains était la suivante :
| Question | Valeur   | Pénalité (par seconde) |
| -------- | -------- | ---------------------- |
| 1        | 200 €    | 5 €                    |
| 2        | 300 €    | 10 €                   |
| 3        | 500 €    | 15 €                   |
| 4        | 800 €    | 20 €                   |
| 5        | 1 000 €  | 30 €                   |
| 6        | 2 000 €  | 50 €                   |
| 7        | 10 000 € | 70 €                   |

### Stabilisation
Si le candidat se trompe sur l'une des quatre premières questions, il repart les mains vides.
Après avoir répondu correctement à la quatrième question, le candidat sera autorisé à utiliser son option de stabilisation, pour sécuriser le montant de son capital. Si le candidat se trompe sur une question après avoir choisi de stabiliser, sa participation en tant que candidat est terminée, mais il repart avec tout ou le reste du montant stabilisé.
Si le capital passe en dessous du montant stabilisé, ce dernier s'abaissera et correspondra au montant actuel de la somme. Si un candidat ne souhaite pas stabiliser le montant du capital après la quatrième question, il aura toujours la possibilité de l'utiliser après avoir répondu correctement à la question cinq. Après la question six, la stabilisation devient obligatoire. Cependant, un candidat ne peut stabiliser qu'une seule fois pendant le jeu. Si un candidat choisit d'utiliser la stabilisation, il doit le faire avant qu'une question ne soit posée.

### Zone rouge
Lorsque le candidat dépasse la limite cardiaque, il entre en «zone rouge». Dans ce cas, il ne peut pas répondre à la question et perd de l'argent par seconde suivant le niveau de la question, jusqu'à le faire épuiser. Si le candidat a épuisé tout son capital, il est éliminé du jeu. Si le candidat est en «zone rouge» entre les questions ou pendant qu'une question est posée, il ne perd rien.

### Stimulateurs
Dans le cas où le candidat entre dans la «zone rouge», l'animateur lui propose un stimulateur afin de rehausser la limite de la «zone rouge». Le candidat doit répondre à une série de dix questions pendant 45 secondes. Chaque bonne réponse lui rapporte deux battements par minute supplémentaire à son taux de la «zone rouge». De plus, il n'y a pas de pénalité en cas de mauvaise réponse ou de «zone rouge» pour cet intervalle. Le deuxième est identique, cette fois-ci, une série thématisée de huit questions.

### Joker
Le candidat peut utiliser le joker (un de ses proches choisi présent dans le jeu) s'il a du mal à répondre à une des questions. Cette personne peut l'aider à répondre correctement à la question auquel le candidat a des difficultés. Il ne peut être utilisé qu'une seule fois. Il peut cependant calmer le candidat pour que ce dernier évite à tout prix la «zone rouge».

### Choix crucial
Après avoir répondu à la question six, le candidat peut décider de s'arrêter et partir avec la somme stabilisée ou de continuer la partie.

## 2ème version (2004-2005)

### Avant le jeu
Avant d'entrer sur le plateau, les candidats doivent d'abord passer par la salle d'infirmerie pour déterminer leur rythme cardiaque au repos, qui sera doublé pour obtenir la limite de la «zone rouge» à ne pas dépasser pour la première question, puis sera réduite de 10% à chaque bonne réponse. Si le candidat se trompe, la limite est réduite de 20%.

### Le jeu
Si un candidat répond correctement aux huit questions, il pourra repartir avec 30 000 €.
À chaque bonne ou mauvaise réponse, l'animateur réduit le rythme cardiaque du candidat. Le seuil de la zone rouge est réduit de 10 % en cas de bonne réponse ou 20 % en cas de mauvaise réponse.

#### La structure du jeu
La première question est une question à choix multiples, comprenant deux réponses, souvent un Vrai ou Faux. Une bonne réponse lui rapporte 300 € supplémentaires. Le passage en «zone rouge» coûte 4 € par seconde.
La deuxième question est le mime. Le candidat doit deviner ce que son joker mime, selon le thème de la question, en posant des questions à l'animateur. Une bonne réponse lui rapporte 500 € supplémentaires. Le passage en «zone rouge» coûte 10 € par seconde.
La troisième question est une question à choix multiples. Une bonne réponse lui rapporte 700 € supplémentaires. Le passage en «zone rouge» coûte 20 € par seconde.
La quatrième question est la question chantée. Le candidat doit restituer les paroles après avoir écouté l'extrait de la chanson. En cas d'utilisation d'un joker, ce dernier a 60 secondes pour aider le joueur en difficulté.. Une bonne réponse lui rapporte 1 000 € supplémentaires. Le passage en «zone rouge» coûte 30 € par seconde.
La cinquième question est une question à choix multiples. Une bonne réponse lui rapporte 1 300 € supplémentaires. Le passage en «zone rouge» coûte 40 € par seconde.
La sixième question est une question d'observation à choix multiples. Le candidat observe une dizaine d'images abstraites, puis l'animateur pose une question sur l'une d'entre elles. Une bonne réponse lui rapporte 2 000 € supplémentaires. Le passage en «zone rouge» coûte 60 € par seconde.
La septième question est une question de liste où le candidat doit citer plusieurs réponses qui correspond à la liste. Chaque réponse dans la liste doit être acceptée et jugée correcte par l’animateur avant que la prochaine réponse dans la liste puisse être donnée par le candidat. Si la réponse donnée est correcte, il sera autorisé à continuer à donner la réponse suivante dans la liste. Si un candidat donne plusieurs réponses à la fois, seule la première réponse donnée sera acceptée et jugée. Si le candidat les parvient, il gagne 4 000 € supplémentaires. Si, à tout moment de la liste, un candidat donne une mauvaise réponse, il ne sera pas autorisé à compléter la liste. Le passage en «zone rouge» coûte 90 € par seconde.
La huitième et dernière question est une autre question à choix multiples, comprenant cinq réponses. Le candidat a droit qu'à deux essais, mais chaque mauvaise réponse réduit la limite de la «zone rouge» de 10 %. Au troisième essai sur cette question si la réponse est toujours fausse, le candidat est éliminé. Une bonne réponse lui rapporte 20 000 € supplémentaires. Le passage en «zone rouge» coûte 150 € par seconde.
De septembre 2004 à avril 2005, l'échelle des gains était la suivante : 
| Question | Valeur   | Pénalité (par seconde) |
| -------- | -------- | ---------------------- |
| 1        | 300 €    | 4 €                    |
| 2        | 500 €    | 10 €                   |
| 3        | 700 €    | 20 €                   |
| 4        | 1 000 €  | 30 €                   |
| 5        | 1 300 €  | 40 €                   |
| 6        | 2 000 €  | 60 €                   |
| 7        | 4 000 €  | 90 €                   |
| 8        | 20 000 € | 150 €                  |

### Zone Rouge
Lorsque le candidat dépasse la limite cardiaque, il entre en «zone rouge». Dans ce cas, il ne peut pas répondre à la question et perd de l'argent par seconde suivant le niveau de la question, jusqu'à le faire épuiser. Si le candidat a épuisé tout son capital, il est éliminé du jeu. Si le candidat est en «zone rouge» entre les questions ou pendant qu'une question est posée, il ne perd rien.

### Joker
Le candidat peut utiliser le joker (un candidat anonyme présent dans le jeu) s'il a du mal à répondre à une des questions. Cette personne peut l'aider à répondre correctement à la question auquel le candidat a des difficultés. Il ne peut être utilisé qu'une seule fois. Il peut cependant calmer le candidat pour que ce dernier évite à tout prix la zone rouge.

### Stimulateurs
Dans le cas où le candidat entre dans la «zone rouge», l'animateur lui propose un stimulateur afin de rehausser la limite de la «zone rouge». Le candidat doit répondre à une série de dix questions pendant 60 secondes. Chaque bonne réponse lui rapporte deux battements par minute supplémentaire à son taux de la «zone rouge». De plus, il n'y a pas de pénalité en cas de mauvaise réponse ou de «zone rouge» pour cet intervalle. Le deuxième est identique.

### Choix crucial
Après avoir répondu à la question sept, le candidat peut décider de s'arrêter et partir avec la moitié de ses gains ou de continuer la partie.

### Buzzer
Le candidat a la possibilité d'appuyer sur un buzzer (bouton rouge) s'il reste longtemps dans la «zone rouge» (un minimum de 10 secondes est nécessaire). Il dispose de 30 secondes pour enlever le stress et redescendre hors de la «zone rouge». Durant ces 30 secondes, une musique zen est diffusée pour encourager le candidat à enlever le stress de la «zone rouge».

## Diffusion
De 2003 à 2005, en France, l'émission est diffusée du lundi au vendredi à 18 h.
Du 6 janvier au 25 avril 2003, l'émission est programmée pour une session initiale de 79 émissions.
Du 28 juin au 23 août 2003, un florilège de l'émission est proposé chaque samedi à 14 h 10.
Du 6 septembre au 17 décembre 2004, après plus d'un an, le jeu revient, cette fois avec des célébrités, pour une session de 74 émissions.
L'émission reprend le 3 janvier 2005 après les vacances de Noël pour une session de 25 émissions jusqu'au 4 février 2005, toujours avec des célébrités.
Enfin, l'émission est programmée du 29 mars au 29 avril 2005 pour une session finale de 23 émissions.
À la suite de cette session, TF1 décide de ne pas reconduire le jeu à la rentrée.